# Дарданія (провінція)

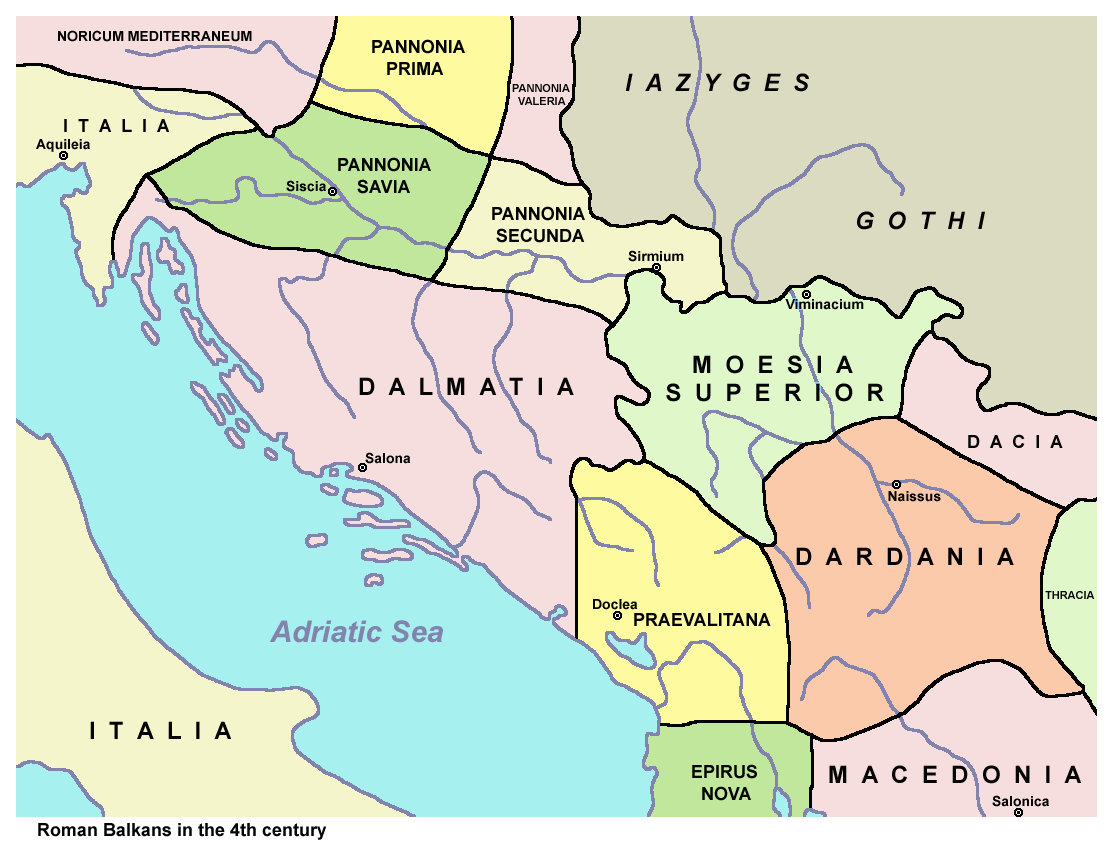
Римські провінції після адміністративних реформ в 4-му столітті. Дарданія виділена червоним

43°19′00″ пн. ш. 21°53′00″ сх. д. / 43.31666667° пн. ш. 21.88333333° сх. д.
Дарданія ([dɑrˈdeɪniə]; дав.-гр. Δαρδανία; лат. Dardania) — римська провінція в Центральних Балканах, спочатку неофіційний регіон в Мезії (87-284), а потім в 293—337 роках вже офіційний в діоцезії Мезія. Провінція була названа в честь стародавнього племені дарданців, яке населяло область до римських завоювань в 2-му і 1-му століттях до нашої ери.

## Адміністрація
Після римського завоювання Дарданія увійшла до складу Мезії. Під час правління Доміціана (81-96), в 86 році, Мезія була розділена на Верхню і Нижню. Клавдій Птолемей (100—170) називав Дарданію особливим регіоном Верхньої Мезії, незважаючи на те, що Дарданія була офіційним регіоном .
Діоцез Мезія був заснований імператором Діоклетіаном (284—305). Під час його правління в дієцезії входили 11 провінцій, однією з яких була Дарданія .

## Міста
Головними центрами римської Дарданії були міста Ульпіяна, Ніш та Скоп'є .